# Rysa (film)
Rysa – polski dramat psychologiczny z 2008 roku w reżyserii Michała Rosy.

## Obsada
- Jadwiga Jankowska-Cieślak – Joanna Kocjan
- Krzysztof Stroiński – Jan Żółwieński, mąż Joanny
- Ewa Telega – Beata, przyjaciółka Żółwieńskich
- Mirosława Marcheluk – Nastka, przyjaciółka Żółwieńskich
- Teresa Marczewska – Hanka, przyjaciółka Żółwieńskich
- Ryszard Filipski – Marczak
- Stanisław Radwan – Iwo, przyjaciel Żółwieńskich
- Jerzy Schejbal – Jacek, przyjaciel Żółwieńskich
- Jerzy Nowak – Leon
- Kinga Preis – Zosia, córka Joanny i Jana
- Alicja Bienicewicz – pani Olga, bratanica Leona
- Damian Hryniewicz – sprzedawca w sklepie metalowym
- Sławomir Pacek – Jurek, mąż Zosi
- Anna Oberc – dziewczyna wynajmująca Joannie mieszkanie w Nowej Hucie

## Nagrody
- Zestawienie nagród i wyróżnień – lista nagród w bazie IMDb (ang.)